# Danh sách nền văn hóa thời đại đồ đá mới Trung Quốc
Bản mẫu:Thời đại đồ đá mới
Đây là danh sách các nền văn hóa thời đại đồ đá mới của Trung Quốc đã được các nhà khảo cổ học khai quật. Chúng được sắp xếp theo thứ tự thời gian từ sớm nhất đến mới nhất và theo sau là hình dung sơ đồ về các nền văn hóa này.
Có vẻ như định nghĩa về đồ đá mới ở Trung Quốc đang có những thay đổi. Phát hiện vào năm 2012 về đồ gốm khoảng 20.000 năm TCN cho thấy rằng chỉ số đo này không còn có thể được sử dụng để xác định thời kỳ. Nhiệm vụ khó khăn hơn là xác định thời điểm thuần hóa cây lương thực bắt đầu.

## Danh sách
| Niên đại (TCN) | Tên tiếng Việt                             | Tên chữ Hán        | Tên và địa điểm thời hiện đại                       |
| -------------- | ------------------------------------------ | ------------------ | --------------------------------------------------- |
| 18000–7000     | Văn hóa Tiên Nhân Động (Thời đại đồ đá cũ) | 仙人洞、吊桶环遗址 | Vạn Niên, Thượng Nhiêu, Giang Tây                   |
| 8500–7700      | Văn hóa Nam Trang Đầu                      | 南莊頭遺址         | vùng sông Hoàng Hà ở phía Nam Hà Bắc                |
| 7500–6100      | Văn hóa Bành Đầu Sơn                       | 彭頭山文化         | vùng trung tâm sông Trường Giang ở Tây Bắc Hồ Nam   |
| 7000–5000      | Văn hóa Bùi Lý Cương                       | 裴李崗文化         | Lưu vực sông Y Lạc thung lũng tại Hà Nam            |
| 6500–5500      | Văn hóa Hậu Lý                             | 後李文化           | Sơn Đông                                            |
| 6200–5400      | Văn hóa Hưng Long Oa                       | 興隆洼文化         | biên giới Nội Mông-Liêu Ninh                        |
| 6000–5000      | Văn hóa Khóa Hồ Kiều                       | 跨湖桥文化         | Chiết Giang                                         |
| 6000–5500      | Văn hóa Từ Sơn                             | 磁山文化           | phía Nam Hà Bắc                                     |
| 5800–5400      | Văn hóa Lão Quan Đài                       | 大地灣文化         | Cam Túc và phía Tây Thiểm Tây                       |
| 5500–4800      | Văn hóa Tân Lạc                            | 新樂文化           | hạ lưu sông Liêu Hà trên Bán đảo Liêu Đông          |
| 5400–4500      | Văn hóa Triệu Bảo Câu                      | 趙宝溝文化         | Sông Loan thung lũng ở Nội Mông và phía Bắc Hà Bắc  |
| 5300–4100      | Văn hóa Bắc Tân                            | 北辛文化           | Sơn Đông                                            |
| 5000–4500      | Văn hóa Hà Mỗ Độ                           | 河姆渡文化         | Dư Diêu và Chu San, Chiết Giang                     |
| 5000–3000      | Văn hóa Đại Khê                            | 大溪文化           | vùng Tam Hiệp                                       |
| 5000–3000      | Văn hóa Mã Gia Banh                        | 馬家浜文化         | vùng Thái Hồ và phía bắc của Vịnh Hàng Châu         |
| 5000–3000      | Văn hóa Ngưỡng Thiều                       | 仰韶文化           | Hà Nam, Thiểm Tây và Sơn Tây                        |
| 4700–2900      | Văn hóa Hồng Sơn                           | 紅山文化           | Nội Mông, Liêu Ninh và Hà Bắc                       |
| 4100–2600      | Văn hóa Đại Vấn Khẩu                       | 大汶口文化         | Sơn Đông, An Huy, Hà Nam và Giang Tây               |
| 3800–3300      | Văn hóa Tung Rạch                          | 崧澤文化           | vùng Thái Hồ                                        |
| 3400–2250      | Văn hóa Lương Chử                          | 良渚文化           | Đồng bằng Trường Giang                              |
| 3100–2700      | Văn hóa Mã Gia Diêu                        | 馬家窯文化         | vùng thượng lưu Hoàng Hà ở Cam Túc và Thanh Hải     |
| 3100–2700      | Văn hóa Khuất Gia Lĩnh                     | 屈家嶺文化         | vùng trung lưu sông Trường Giang ở Hồ Bắc và Hồ Nam |
| 3000–2000      | Văn hóa Long Sơn                           | 龍山文化           | trung và hạ lưu sông Hoàng Hà                       |
| 2800–2000      | Văn hóa Bảo Đôn                            | 寶墩文化           | Đồng bằng Thành Đô                                  |
| 2500–2000      | Văn hóa Thạch Gia Hà                       | 石家河文化         | vùng trung lưu sông Trường Giang ở Hà Bắc           |
| 1900–1500      | Văn hóa Nhạc Thạch                         | 岳石文化           | vùng hạ lưu sông Hoàng Hà ở Sơn Đông                |
| 1600–1400      | Văn hóa Nhị Lý Cương                       | 二里崗文化         | Bình nguyên Hoa Bắc                                 |

## Tóm tắt thời gian biểu

Bản đồ thời kỳ đồ đá mới của Trung Quốc

Những nền văn hóa này được kết hợp với nhau theo sơ đồ trong khoảng thời gian 8500 đến 1500 trước công nguyên. Các nền văn hóa đồ đá mới vẫn chưa được đánh dấu và các nền văn hóa Thời đại đồ đồng (từ năm 2000 trước Công nguyên) được đánh dấu *. Có nhiều khác biệt trong quan điểm về niên đại của các nền văn hóa này, vì vậy ngày được chọn ở đây là dự kiến:
| Năm (TCN) | Bắc- đông Trung Quốc (1) | Thượng lưu sông Hoàng Hà (2) | Trung lưu sông Hoàng Hà (3) | Hạ lưu sông Hoàng Hà (4) | Hạ lưu sông Trường Giang (5) | Trung lưu sông Trường Giang (6) | Tứ Xuyên (7) | Đông Nam Trung Quốc (8) | Tây Nam Trung Quốc (9) |
| --------- | ------------------------ | ---------------------------- | --------------------------- | ------------------------ | ---------------------------- | ------------------------------- | ------------ | ----------------------- | ---------------------- |
| 8500      |                          |                              | Nam Trang Đầu               |                          |                              |                                 |              |                         |                        |
|           |                          |                              | 8500–7700                   |                          |                              |                                 |              |                         |                        |
|           |                          |                              |                             |                          |                              |                                 |              |                         |                        |
| 8000      |                          |                              |                             |                          |                              |                                 |              |                         |                        |
|           |                          |                              |                             |                          |                              |                                 |              |                         |                        |
|           |                          |                              |                             |                          |                              |                                 |              |                         |                        |
| 7500      |                          |                              |                             |                          |                              |                                 |              |                         |                        |
|           |                          |                              |                             |                          |                              |                                 |              |                         |                        |
|           |                          |                              |                             |                          |                              |                                 |              |                         |                        |
| 7000      |                          |                              |                             |                          |                              | Bành Đầu Sơn                    |              |                         |                        |
|           |                          |                              |                             |                          |                              | (kể cả                          |              |                         |                        |
|           |                          |                              |                             |                          |                              | Thành Bắc Tây                   |              |                         |                        |
| 6500      |                          | Lão Quan Đài                 | Bùi Lý Cương                | Hậu Lý                   |                              | và Triệu Thị                    |              | Tăng Bì Nham            |                        |
|           | Hưng Long Oa             | Lão Quan Đài                 | Từ Sơn                      | 6500–5500                |                              | 7000–5800                       |              | 7000–5500               |                        |
|           | 6200–5400                | Bách Gia                     | Giả Hồ                      |                          |                              |                                 |              |                         |                        |
| 6000      |                          | 6500–5000                    | Lý Gia Thôn                 |                          | Khóa Hồ Kiều                 |                                 |              |                         |                        |
|           |                          |                              | 6500–5000                   |                          | 6000–5000                    |                                 |              |                         |                        |
|           |                          |                              |                             |                          |                              |                                 |              |                         |                        |
| 5500      |                          |                              |                             |                          |                              |                                 |              |                         |                        |
|           |                          |                              |                             | Bắc Tân                  |                              |                                 |              |                         |                        |
|           | Tân Lạc                  |                              |                             | 5300–4500                |                              |                                 |              |                         |                        |
| 5000      | 5300–4800                |                              | Ngưỡng Thiều                |                          | Hà Mỗ Độ                     | Đại Khê                         |              | Đại Bộn Khanh           |                        |
|           |                          |                              | 5000–3000                   |                          | 5000–3400                    | 5000–3300                       |              | Phục Quốc Đôn           |                        |
|           |                          |                              |                             |                          | Mã Gia Banh                  |                                 |              | 5000–3000               |                        |
| 4500      | Triệu Bảo Câu            |                              |                             |                          | 5000–4000                    |                                 |              |                         |                        |
|           | 4500–4000                |                              |                             | Đại Vấn Khẩu             | Tung Trạch                   |                                 |              |                         |                        |
|           |                          |                              |                             | 4300–2600                | 4000–3000                    |                                 |              |                         |                        |
| 4000      |                          |                              |                             |                          |                              |                                 |              |                         |                        |
|           |                          |                              |                             |                          |                              |                                 |              |                         |                        |
|           |                          |                              |                             |                          |                              |                                 |              |                         |                        |
| 3500      |                          |                              |                             |                          |                              | Khuất Gia Lĩnh                  |              |                         |                        |
|           | Hồng Sơn                 |                              |                             |                          |                              | 3500–2600                       | Dinh Bàn Sơn |                         |                        |
|           | (kể cả Phú Hà)           | Mã Gia Diệu                  |                             |                          | Lương Chử                    |                                 | k. 3100?     |                         |                        |
| 3000      | 3400–2300                | 3300–2700                    |                             |                          | 3200–1800                    |                                 |              | Thập Niên Sơn           |                        |
|           |                          | Bán Sơn                      |                             |                          |                              | Thạch Gia Hà                    | Bảo Đôn      | Thạch Hiệp              |                        |
|           |                          | 2700–2400                    | Long Sơn                    |                          |                              | 2500–2000                       | 2800–2000    | Niêm Ngư Chuyển         |                        |
| 2500      |                          | Mã Xưởng                     | 2800–2000                   | Long Sơn                 |                              | Thanh Long Tuyền                |              | Thanh Long Tuyền        |                        |
|           |                          | 2400–2000                    |                             | 2600–2000                |                              |                                 |              | Hà Đãng                 | Bạch Dương Thôn        |
|           |                          | *Tề Gia                      | *Thạch Mão                  |                          |                              | Long Sơn)                       |              | 3000–?                  | 2200–2100              |
| 2000      | *Hạ Gia Điếm             | 2300–1800                    |                             |                          |                              | 2400–2000                       |              |                         | Đại Long Đàm           |
|           | 2000–300                 |                              | *Nhị Lý Đầu                 | *Nhạc Thạch              |                              |                                 |              |                         | 2100–2000              |
|           |                          | *Tứ Bá                       | 1900–1500                   | 1900–1500                | *Mã Kiều                     |                                 |              |                         |                        |
| 1500      |                          | 1950–1500                    | *Nhị Lý Cương 1600–1400     |                          | 1800–1200                    | *Tam Tinh Đôi                   | từ 1500      |                         |                        |

Đối với bản phác thảo sơ đồ này về các nền văn hóa thời kỳ đồ đá mới, Trung Quốc đã được chia thành chín phần sau:
1. Đông Bắc Trung Quốc: Nội Mông, Hắc Long Giang, Cát Lâm và Liêu Ninh.
2. Tây Bắc Trung Quốc (thượng lưu sông Hoàng Hà): Cam Túc, Thanh Hải và phần phía Tây Thiểm Tây.
3. Trung Bắc Trung Quốc (trung lưu sông Hoàng Hà): Sơn Tây, Hà Bắc, phần phía Tây Hà Nam và phần phía Đông Thiểm Tây.
4. Đông Trung Quốc (hạ lưu sông Hoàng Hà): Sơn Đông, An Huy, phần phía Bắc Giang Tô và phần phía Đông Hà Nam.
5. Đông Nam Trung Quốc (hạ lưu sông Trường Giang): Chiết Giang và phần lớn nhất Giang Tô.
6. Trung Nam Trung Quốc (trung lưu Trường Giang): Hồ Bắc và phần phía Bắc Hồ Nam.
7. Tứ Xuyên và thượng lưu sông Trường Giang.
8. Đông Nam Trung Quốc: Phúc Kiến, Giang Tây, Quảng Đông, Quảng Tây, phần phía nam Hồ Nam, hạ lưu sông Hồng ở phía Bắc Việt Nam và đảo Đài Loan.
9. Tây Nam Trung Quốc: Vân Nam và Quý Châu.